# Ангольсько-намібійські відносини
Ангольсько-намібійські відносини — двосторонні відносини між Анголою та Намібією. Дипломатичні відносини між країнами встановлено 1990 року.

## Історія
У 1960-х роках сформовано альянс між СВАПО і МПЛА, Ангола і Намібія прагнули повалити колоніальні режими (Португальська імперія та режим апартеїду в ПАР). Війна за незалежність Намібії збіглася з громадянською війною в Анголі і тривала майже 25 років. В Анголі лівий рух МПЛА боровся проти руху правих поглядів УНІТА, який мав підтримку з боку Південної Африки. У Намібії СВАПО являв собою повстанський рух, який боровся за незалежність від Південної Африки. МПЛА і СВАПО поділяли спільну ідеологію й мали спільного ворога в особі Південної Африки, що й привело їх до співпраці. 1999 року Намібія підписала пакт про взаємну оборону зі своїм північним сусідом Анголою. Керівна партія Анголи отримала союзника на півдні країни і це справило ефект на громадянську війну в Анголі, яка почалася в 1975 році. Намібійська партія СВАПО надавала підтримку правлячій партії МПЛА в Анголі проти повстанців руху УНІТА, чий форпост перебував у південній Анголі на кордоні з Намібією. Пакт оборони дозволив збройним силам Анголи використовувати територію Намібії під час нападу на лідера УНІТА Жонаса Савімбі. Громадянська війна в Анголі призвела до виникнення великої кількості ангольських біженців у Намібії. У 2001 році налічувалося понад 30000 ангольських біженців у Намібії. Нормалізація ситуації в Анголі призвела до можливості для багатьох з них повернутися в свої будинки за допомогою УВКБ ООН. 2004 року лише 12 600 ангольців залишалися в Намібії. Багато з них проживали в таборі біженців Озіре біля міста Очиваронго. Від 1995 до 2003 року Чарльз Намолох, ветеран війни за незалежність Намібії, був верховним дипломатом Намібії в Анголі.